# Clé 1: Miroh
Clè 1: Miroh (стилиризуется Clé 1: MIROH) — четвёртый мини-альбом южнокорейского бойбенда Stray Kids. Был выпущен в цифровом и физическом виде 25 марта 2019 года лейблом JYP Entertainment при поддержке Iriver. Релиз альбома был приурочен к первой годовщине дебюта группы.
Было выпущено две версии альбома: ограниченная версия «Clé 1» и нормальная версия «Miroh».

## Промоушен
Для продвижения альбома, JYP Entertainment объявил 7 марта, что группа будет путешествовать по Южной Корее, чтобы встретиться с поклонниками Hi-Stay Tour in Korea. Перед выпуском альбома группа посетила Пусан, Тэджон и Инчхон, а 4 апреля провела специальное мероприятие в Сеуле.

## Трек-лист
| №                   | Название            | Текст песни         | Музыка                                           | Arrangement                               | Длительность |
| ------------------- | ------------------- | ------------------- | ------------------------------------------------ | ----------------------------------------- | ------------ |
| 1.                  | «Entrance»          |                     | Bang Chan KAIROS samUIL                          | Bang Chan KAIROS samUIL K.O               | 1:38         |
| 2.                  | «Miroh»             | 3racha [ a ]        | 3racha Brian Atwood                              | Brian Atwood Bang Chan                    | 3:27         |
| 3.                  | «Victory Song»      | 3racha              | 3racha earattack Larmook                         | earattack Larmook                         | 3:16         |
| 4.                  | «Maze of Memories»  | 3racha              | 3racha J:Key (제이키)                            | J:Key (제이키) Bang Chan                  | 2:55         |
| 5.                  | «Boxer»             | 3racha              | 3racha Glory Face (Full8loom) Jake K (Full8loom) | Glory Face (Full8loom) Jake K (Full8loom) | 3:20         |
| 6.                  | «Chronosaurus»      | 3racha              | Bang Chan KAIROS samUIL                          | KAIROS samUIL K.O                         | 3:18         |
| 7.                  | «19»                | Han                 | Bang Chan Han                                    | Chan                                      | 3:25         |
| Общая длительность: | Общая длительность: | Общая длительность: | Общая длительность:                              | Общая длительность:                       | 21:30        |

| №                   | Название            | Текст песни         | Музыка              | Arrangement         | Длительность |
| ------------------- | ------------------- | ------------------- | ------------------- | ------------------- | ------------ |
| 8.                  | «Mixtape #4»        | Stray Kids          | Stray Kids          | 베르사회 Bang Chan  | 3:51         |
| Общая длительность: | Общая длительность: | Общая длительность: | Общая длительность: | Общая длительность: | 25:23        |

## Чарты
| Чарты (2019)       | Пиковые позиции |
| ------------------ | --------------- |
| Франция (SNEP)     | 47              |
| Венгрия (MAHASZ)   | 36              |
| Япония (Oricon)    | 15              |
| Южная Корея (Gaon) | 1               |